# Xã Center, Quận Grant, Indiana
Xã Center (tiếng Anh: Center Township) là một xã thuộc quận Grant, tiểu bang Indiana, Hoa Kỳ. Năm 2010, dân số của xã này là 23.406 người.